# Guerillas in tha Mist
| Críticas profissionais | Críticas profissionais |
| Avaliações da crítica  | Avaliações da crítica  |
| Fonte                  | Avaliação              |
| ---------------------- | ---------------------- |
| Allmusic               | [ 1 ]                  |

Guerillas in tha Mist é o álbum de estreia de Da Lench Mob, que originalmente apareceu no álbum de estreia de Ice Cube, AmeriKKKa's Most Wanted. A faixa-título "Guerillas in tha Mist" foi um hit no lançamento do álbum, que também apareceu no video game Grand Theft Auto: San Andreas, na rádio fictícia "Radio Los Santos". O álbum foi produzido por Ice Cube, e ele é apresentado através do álbum não creditado. O single "Freedom Got an A.K." chegou ao número 7 na parada Hot Rap Singles.
O título é uma brincadeira no popular filme Gorillas in the Mist e guerrilha. Na atmosfera pós-Tumultos de Los Angeles do lançamento do álbum, o título também foi visto como um referência esperta a um comentário feito por um dos policiais que prenderam Rodney King. Laurence Michael Powell, um dos policiais que prenderam King, descreveu através de uma mensagem no rádio um problema doméstico envolvendo dois negros como algo parecido com "Gorillas in the Mist". O comentário de Powell foi visto como racista comparando negros com gorilas e foi usado contra o policial durante o julgamento de King.

## Lista de faixas
| #  | Título                         | Produtor(es)                                         | Duração | Intérprete(s)                       |
| -- | ------------------------------ | ---------------------------------------------------- | ------- | ----------------------------------- |
| 1  | Capital Punishment in America  | Ice Cube, Chilly Chill, Mr. Woody*, Rashad*, T-Bone* | 1:55    | Da Lench Mob                        |
| 2  | Buck tha Devil                 | Ice Cube, Chilly Chill, Mr. Woody*, Rashad*, T-Bone* | 4:28    | Da Lench Mob                        |
| 3  | Lost in tha System             | Ice Cube, Chilly Chill, Mr. Woody*, Rashad*, T-Bone* | 3:34    | Da Lench Mob                        |
| 4  | You & Your Heroes              | Ice Cube, Chilly Chill, Mr. Woody*, Rashad*, T-Bone* | 2:59    | Da Lench Mob, Ice Cube (uncredited) |
| 5  | All on My Nut Sac              | Ice Cube, Chilly Chill, Mr. Woody*, Rashad*, T-Bone* | 4:33    | Da Lench Mob, Ice Cube (uncredited) |
| 6  | Guerillas in tha Mist          | Ice Cube, Chilly Chill, Mr. Woody*, Rashad*, T-Bone* | 4:25    | Da Lench Mob. Ice Cube (uncredited) |
| 7  | Lenchmob Also in tha Group     | Ice Cube, Chilly Chill, Mr. Woody*, Rashad*, T-Bone* | 1:47    | Da Lench Mob                        |
| 8  | Ain't Got No Class             | Ice Cube, Chilly Chill, Mr. Woody*, Rashad*, T-Bone* | 3:36    | Da Lench Mob, B-Real                |
| 9  | Freedom Got an A.K.            | Ice Cube, Chilly Chill, Mr. Woody*, Rashad*, T-Bone* | 3:03    | Da Lench Mob                        |
| 10 | Ankle Blues                    | Ice Cube, Chilly Chill, Mr. Woody*, Rashad*, T-Bone* | 2:47    | Da Lench Mob                        |
| 11 | Who Ya Gonna Shoot wit That    | Ice Cube, Chilly Chill, Mr. Woody*, Rashad*, T-Bone* | 2:43    | Da Lench Mob                        |
| 12 | Lord Have Mercy                | Ice Cube, Chilly Chill, Mr. Woody*, Rashad*, T-Bone* | 3:40    | Da Lench Mob                        |
| 13 | Inside tha Head of a Black Man | Ice Cube, Chilly Chill, Mr. Woody*, Rashad*, T-Bone* | 1:55    | Da Lench Mob                        |

- *co-produtor